# Monster Energy
Monster Energy är en amerikansk energidryck som distribueras och marknadsförs av Monster Beverage. Monster Energy sponsrar ett antal sportevenemang och enskilda elitidrottare, främst inom motorsport. De är bland annat sponsor till Mercedes F1, Volkswagen i Rallycross-VM, Ken Block med flera. De var också mellan 2017 och 2019 huvudsponsor för Nascar:s cupserie.
Originalprodukten har ett grönt M på burken, men det förekommer även ett dussin varianter på olika marknader. Coca-Cola Enterprises tog över distributionsrättigheterna av Monsters energidrycker i Sverige i februari 2011.

## Logotyp

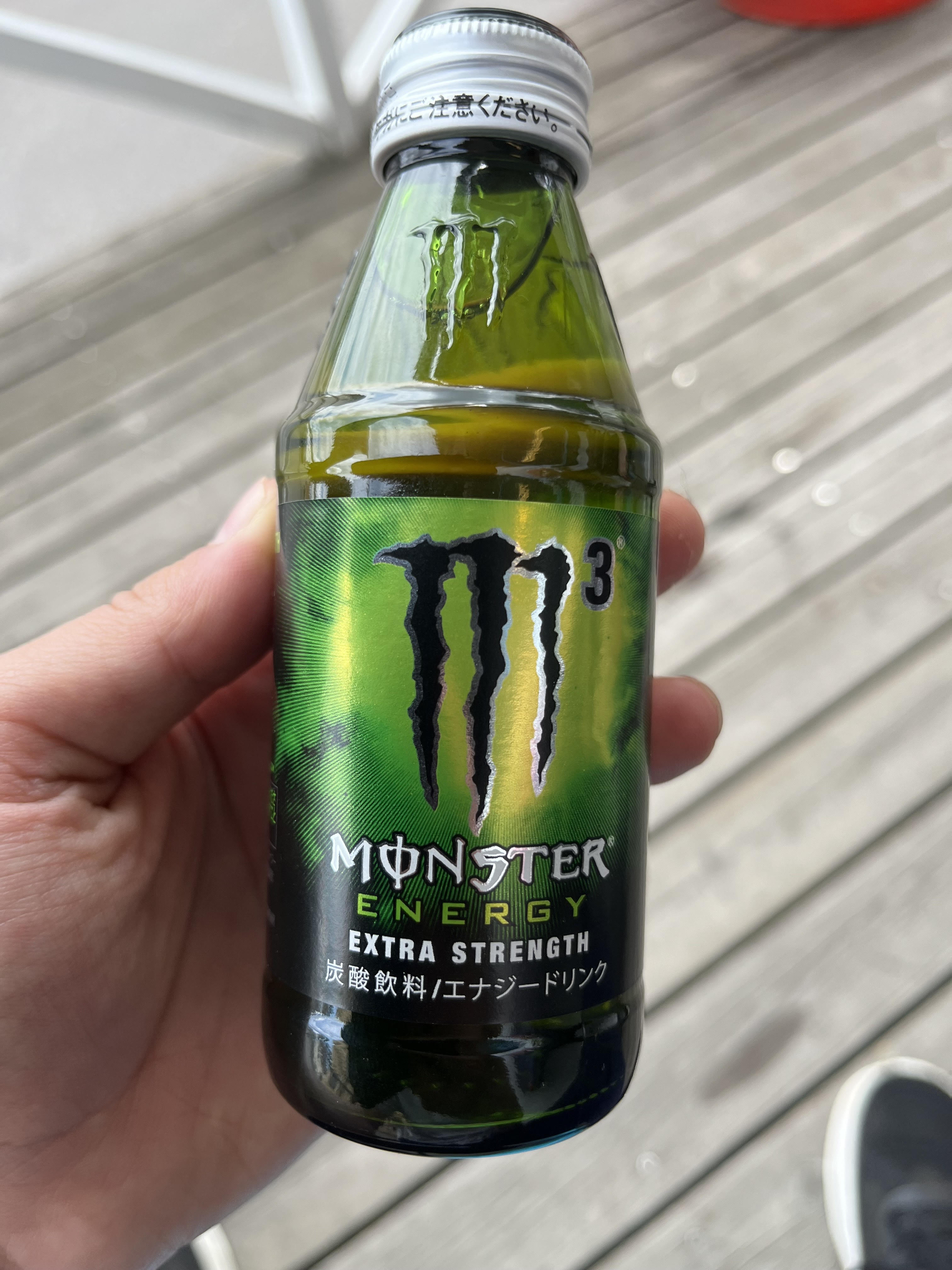
Japansk Monster Energy

Designen skapades av McLean Design, ett Kalifornien-baserat strategiskt varumärkesföretag. Logotypen är ett livfullt grönt "M", sammansatt av tre linjer på ett fält av svart. "M:et" är stiliserat på ett sådant sätt att det antyder att det bildas av klor från ett monster som river genom burken.